# 公园路街道 (白银市)
公园路街道，是中华人民共和国甘肃省白银市白银区下辖的一个乡镇级行政单位。

## 行政区划
公园路街道下辖以下地区：
东星园社区、银水巷社区导社区、胜利路社区、建银路社区、兰包路社区、银光路社区和稀土新村社区。